# Liga Femenina 2 de baloncesto 2002-03
La Liga Femenina 2 de baloncesto 2002-03 fue la 2.ª temporada de la segunda máxima competición de clubes femeninos de baloncesto en España, organizada por la Federación Española de Baloncesto.

## Formato
- Liga regular: participaron 28 equipos divididos en dos grupos de 14 equipos. En cada grupo jugaron todos contra todos en partidos de ida/vuelta en 26 jornadas.
- Playoffs de ascenso: los cuatro primeros de ambos grupos los disputaron en eliminatorias de cuartos, semifinales y final para determinar los dos equipos que ascenderían a Liga Femenina. Los cuartos y semifinales se disputaron al mejor de tres partidos y la final a partido único. Los ganadores de las semifinales conseguían el  ascenso deportivo a Liga Femenina y el vencedor en la final el título de campeón de la categoría.[1]
- Playoffs de descenso: lo disputaron el 12.º (Gr. A) contra el 13.º (Gr. B) y  el 12.º (Gr. B) contra el 13.º (Gr. A), al mejor de tres partidos. Descenderían a Primera División Femenina los dos perdedores, así como los últimos clasificados de cada grupo (14.º) al final de la liga regular.

## Equipos por comunidad autónoma

### Grupo A
| Comunidad autónoma  | N.º | Equipos |
| ------------------- | --- | --- |
| Asturias            | 2   | E.Santos-ADBA (Avilés) Universidad de Oviedo (Oviedo) |
| Castilla y León     | 2   | La Cistérniga Ponce (Valladolid) Mercaleón Sufi-Corsan (León) |
| Castilla-La Mancha  | 1   | Cantos Blancos Guadalajara (Guadalajara) |
| Comunidad de Madrid | 5   | Rivas Futura (Rivas-Vaciamadrid) Motiva Real Canoe NC (Madrid) CD Canal de Isabel II (Coslada) CB Seminsa Alcalá (Alcalá de Henares) Zona Press (San Sebastián de los Reyes) |
| Extremadura         | 1   | CBF Don Frío Cáceres (Cáceres) |
| Galicia             | 3   | CB Arxil Comervia (Pontevedra) Pabellón Ourense (Orense) Universitario de Ferrol (Ferrol)                                                                                    |

### Grupo B
| Comunidad autónoma   | N.º | Equipos |
| -------------------- | --- | --- |
| Aragón               | 1   | AD Stadium Casablanca (Zaragoza)                                                                                                 |
| Canarias             | 3   | Caja Rural de Canarias (Las Palmas de Gran Canaria) CB Universidad de La Laguna (San Cristóbal de La Laguna) Basket Tara (Telde) |
| Cataluña             | 4   | Segle XXI (Barcelona) Bàsquet Femení Viladecans (Viladecans) CN Tàrrega (Tárrega) GEiEG (Gerona)                                 |
| Comunidad Valenciana | 1   | Valencia EBF (Valencia) |
| Islas Baleares       | 2   | Nacex Jovent (Palma) Olis Sóller (Sóller)                                                                                        |
| País Vasco           | 3   | Irlandesas UPV (Lejona) Tabirako Baqué (Durango) PC Mendíbil (Fuenterrabía)                                                      |

## Liga Regular

### Grupo A
| | Equipo                   | Puntos | J  | G  | P  | PF   | PC   | DP   |
| --- | ------------------------ | ------ | -- | -- | -- | ---- | ---- | ---- |
| 1 | CBF Don Frío Cáceres     | 48     | 26 | 22 | 4  | 1998 | 1727 | 271  |
| 2 | Mercaleón Sufi-Corsan    | 46     | 26 | 20 | 6  | 1892 | 1632 | 260  |
| 3 | Rivas Futura             | 46     | 26 | 20 | 6  | 2024 | 1758 | 266  |
| 4 | CB Arxil Comervia        | 43     | 26 | 17 | 9  | 1790 | 1712 | 78   |
| 5 | La Cistérniga Ponce      | 42     | 26 | 16 | 10 | 1633 | 1491 | 142  |
| 6 | E.Santos-ADBA            | 39     | 26 | 13 | 13 | 1742 | 1784 | -42  |
| 7 | Pabellón Ourense         | 38     | 26 | 12 | 14 | 1716 | 1735 | -19  |
| 8 | Cantos Blancos Guadajara | 38     | 26 | 12 | 14 | 1728 | 1776 | -48  |
| 9 | Universitario de Ferrol  | 38     | 26 | 12 | 14 | 1783 | 1798 | -15  |
| 10 | Motiva Real Canoe NC     | 36     | 26 | 10 | 16 | 1743 | 1802 | -59  |
| 11 | Universidad de Oviedo    | 35     | 26 | 9  | 17 | 1544 | 1639 | -95  |
| 12 | CD Canal de Isabel II    | 35     | 26 | 9  | 17 | 1637 | 1742 | -105 |
| 13 | CB Seminsa Alcalá        | 33     | 26 | 7  | 19 | 1549 | 1764 | -215 |
| 14 | Zona Press               | 29     | 26 | 3  | 23 | 1449 | 1868 | -419 |
| Fuente: Federación Española de Baloncesto: Clasificación de la Liga Femenina 2 - Grupo A; actualización automática |                          |        |    |    |    |      |      |      |

### Grupo B
| | Equipo                      | Puntos | J  | G  | P  | PF   | PC   | DP   |
| --- | --------------------------- | ------ | -- | -- | -- | ---- | ---- | ---- |
| 1 | PC Mendíbil                 | 48     | 26 | 22 | 4  | 1983 | 1705 | 278  |
| 2 | Caja Rural de Canarias      | 46     | 26 | 20 | 6  | 2116 | 1649 | 467  |
| 3 | Bàsquet Femení Viladecans   | 45     | 26 | 19 | 7  | 1858 | 1711 | 147  |
| 4 | Olis Sóller                 | 45     | 26 | 19 | 7  | 1685 | 1518 | 167  |
| 5 | CN Tàrrega                  | 40     | 26 | 14 | 12 | 1914 | 1962 | -48  |
| 6 | AD Stadium Casablanca       | 39     | 26 | 13 | 13 | 1816 | 1810 | 6    |
| 7 | Irlandesas UPV              | 39     | 26 | 13 | 13 | 1698 | 1750 | -52  |
| 8 | CB Universidad de La Laguna | 38     | 26 | 12 | 14 | 1787 | 1850 | -63  |
| 9 | Valencia EBF                | 38     | 26 | 12 | 14 | 1613 | 1690 | -77  |
| 10 | Nacex Jovent                | 37     | 26 | 11 | 15 | 1734 | 1713 | 21   |
| 11 | Tabirako Baqué              | 36     | 26 | 10 | 16 | 1694 | 1762 | -68  |
| 12 | Segle XXI                   | 33     | 26 | 7  | 19 | 1684 | 1859 | -175 |
| 13 | GEiEG                       | 33     | 26 | 7  | 19 | 1753 | 1953 | -200 |
| 14 | Basket Tara                 | 29     | 26 | 3  | 23 | 1499 | 1902 | -403 |
| Fuente: Federación Española de Baloncesto: Clasificación de la Liga Femenina 2 - Grupo B; actualización automática |                             |        |    |    |    |      |      |      |

## Playoffs de ascenso
|  | Cuartos | Cuartos                   | Cuartos      | Cuartos      | Cuartos |    |                           | Semifinales               | Semifinales | Semifinales | Semifinales | Semifinales |  |              | Final        | Final | Final |  |
|  |         |                           |              |              |         |    |                           |                           |             |             |             |             |  |              |              |       |       |  |
|  |         |                           |              |              |         |    |                           |                           |             |             |             |             |  |              |              |       |       |  |
|  | 1A      | CBF Don Frío Cáceres      | 55           | 65           | 48      |    |                           |                           |             |             |             |             |  |              |              |       |       |  |
|  | 1A      | CBF Don Frío Cáceres      | 55           | 65           | 48      |    |                           |                           |             |             |             |             |  |              |              |       |       |  |
|  | 4B      | Olis Sóller               | 77           | 61           | 72      |    |                           |                           |             |             |             |             |  |              |              |       |       |  |
|  | 4B      | Olis Sóller               | 77           | 61           | 72      |    | Olis Sóller               | Olis Sóller               | 62          | 73          | 72          |             |  |              |              |       |       |  |
|  |         |                           |              |              |         |    | Olis Sóller               | Olis Sóller               | 62          | 73          | 72          |             |  |              |              |       |       |  |
|  |         |                           | Rivas Futura | Rivas Futura | 64      | 63 | 78                        |                           |             |             |             |             |  |              |              |       |       |  |
|  | 2B      | Caja Rural de Canarias    | Rivas Futura | Rivas Futura | 64      | 63 | 78                        | 68                        | 55          | –           |             |             |  |              |              |       |       |  |
|  | 2B      | Caja Rural de Canarias    |              |              |         |    |                           |                           |             | –           |             |             |  |              |              |       |       |  |
|  | 3A      | Rivas Futura              | 74           | 78           | –       |    |                           |                           |             |             |             |             |  |              |              |       |       |  |
|  | 3A      | Rivas Futura              | 74           | 78           | –       |    |                           |                           |             |             |             |             |  | Rivas Futura | Rivas Futura | 69    |       |  |
|  |         |                           |              |              |         |    |                           |                           |             |             |             |             |  | Rivas Futura | Rivas Futura | 69    |       |  |
|  |         |                           | PC Mendíbil  | PC Mendíbil  | 80      |    |                           |                           |             |             |             |             |  |              |              |       |       |  |
|  | 2A      | Mercaleón Sufi-Corsan     | PC Mendíbil  | PC Mendíbil  | 80      | 60 | 74                        | –                         |             |             |             |             |  |              |              |       |       |  |
|  | 2A      | Mercaleón Sufi-Corsan     |              |              |         |    |                           |                           |             |             |             |             |  |              |              |       |       |  |
|  | 3B      | Bàsquet Femení Viladecans | 72           | 78           | –       |    |                           |                           |             |             |             |             |  |              |              |       |       |  |
|  | 3B      | Bàsquet Femení Viladecans | 72           | 78           | –       |    | Bàsquet Femení Viladecans | Bàsquet Femení Viladecans | 70          | 61          | 63          |             |  |              |              |       |       |  |
|  |         |                           |              |              |         |    | Bàsquet Femení Viladecans | Bàsquet Femení Viladecans | 70          | 61          | 63          |             |  |              |              |       |       |  |
|  |         |                           | PC Mendíbil  | PC Mendíbil  | 67      | 79 | 93                        |                           |             |             |             |             |  |              |              |       |       |  |
|  | 1B      | PC Mendíbil               | PC Mendíbil  | PC Mendíbil  | 67      | 79 | 93                        | 81                        | 77          | –           |             |             |  |              |              |       |       |  |
|  | 1B      | PC Mendíbil               |              |              |         |    |                           |                           |             | –           |             |             |  |              |              |       |       |  |
|  | 4A      | CB Arxil Comervia         | 58           | 59           | –       |    |                           |                           |             |             |             |             |  |              |              |       |       |  |
|  | 4A      | CB Arxil Comervia         | 58           | 59           | –       |    |                           |                           |             |             |             |             |  |              |              |       |       |  |
|  |         |                           |              |              |         |    |                           |                           |             |             |             |             |  |              |              |       |       |  |

## Playoffs de descenso
|  | Semifinales | Semifinales           | Semifinales       | Semifinales       | Semifinales |    |       | Descensos | Descensos | Descensos |  |
|  |             |                       |                   |                   |             |    |       |           |           |           |  |
|  |             |                       |                   |                   |             |    |       |           |           |           |  |
|  | 12A         | CD Canal de Isabel II | 58                | 67                | 74          |    |       |           |           |           |  |
|  | 12A         | CD Canal de Isabel II | 58                | 67                | 74          |    |       |           |           |           |  |
|  | 13B         | GEiEG                 | 56                | 71                | 63          |    |       |           |           |           |  |
|  | 13B         | GEiEG                 | 56                | 71                | 63          |    | GEiEG | GEiEG     | 1-2       |           |  |
|  |             |                       |                   |                   |             |    | GEiEG | GEiEG     | 1-2       |           |  |
|  |             |                       | CB Seminsa Alcalá | CB Seminsa Alcalá | 0-2         |    |       |           |           |           |  |
|  | 12B         | Segle XXI             | CB Seminsa Alcalá | CB Seminsa Alcalá | 0-2         | 58 | 66    | –         |           |           |  |
|  | 12B         | Segle XXI             |                   |                   |             | 58 | 66    | –         |           |           |  |
|  | 13A         | CB Seminsa Alcalá     | 56                | 63                | –           |    |       |           |           |           |  |
|  | 13A         | CB Seminsa Alcalá     | 56                | 63                | –           |    |       |           |           |           |  |
|  |             |                       |                   |                   |             |    |       |           |           |           |  |

## Postemporada
Ascendieron a Liga Femenina:
- PC Mendíbil (Campeonas).
- Rivas Futura (Subcampeonas).

Descendieron de Liga Femenina:
- Andalucía Aifos.
- Isla de Tenerife.

Descendieron a Primera División Fem:
- Basket Tara.
- Zona Press.
- GEiEG.
- CB Seminsa Alcalá.

Renunciaron a la Liga Femenina 2:
- Valencia EBF.
- CB Universidad de La Laguna.
- Caja Rural de Canarias.

Ascendieron desde Primera División Fem:
- Vidrogal  - Alumisan Pio XII.
- Set 96 - CB Olesa.
- Univ. Alicante Akra Leuka.
- CD Universidad de Córdoba.
- SR Lima-Horta (al ocupar vacantes).
- Universidad de Valladolid (al ocupar vacantes).

La Liga Femenina 2 se quedaría en 27 equipos en la siguiente temporada.